# Kanton Thorigny-sur-Marne
Der Kanton Thorigny-sur-Marne war von 1992 bis 2015 ein französischer Wahlkreis im Arrondissement Torcy im Département Seine-et-Marne und in der Region Île-de-France; sein Hauptort war Thorigny-sur-Marne.

## Gemeinden
Der Kanton umfasste 16 Gemeinden:
| Gemeinde              | Einwohner Jahr | Fläche km² | Bevölkerungsdichte | Postleitzahl | Code INSEE |
| --------------------- | -------------- | ---------- | ------------------ | ------------ | ---------- |
| Bailly-Romainvilliers | 7368 (2013)    | –          | – Einw./km²        | 77700        | 77018      |
| Carnetin              | 464 (2013)     | –          | – Einw./km²        | 77400        | 77062      |
| Chalifert             | 1280 (2013)    | –          | – Einw./km²        | 77144        | 77075      |
| Chanteloup-en-Brie    | 2956 (2013)    | –          | – Einw./km²        | 77600        | 77085      |
| Chessy                | 4679 (2013)    | –          | – Einw./km²        | 77700        | 77111      |
| Conches-sur-Gondoire  | 1724 (2013)    | –          | – Einw./km²        | 77600        | 77124      |
| Coupvray              | 2594 (2013)    | –          | – Einw./km²        | 77700        | 77132      |
| Dampmart              | 3195 (2013)    | –          | – Einw./km²        | 77400        | 77155      |
| Guermantes            | 1165 (2013)    | –          | – Einw./km²        | 77600        | 77221      |
| Jablines              | 683 (2013)     | –          | – Einw./km²        | 77450        | 77234      |
| Jossigny              | 652 (2013)     | –          | – Einw./km²        | 77600        | 77237      |
| Lesches               | 683 (2013)     | –          | – Einw./km²        | 77450        | 77248      |
| Magny-le-Hongre       | 7722 (2013)    | –          | – Einw./km²        | 77700        | 77268      |
| Montévrain            | 9625 (2013)    | –          | – Einw./km²        | 77144        | 77307      |
| Serris                | 8369 (2013)    | –          | – Einw./km²        | 77700        | 77449      |
| Thorigny-sur-Marne    | 9150 (2013)    | –          | – Einw./km²        | 77400        | 77464      |

## Bevölkerungsentwicklung
| 1968   | 1975   | 1982   | 1990   | 1999   | 2006   | 2011   |
| ------ | ------ | ------ | ------ | ------ | ------ | ------ |
| 12.459 | 16.408 | 19.240 | 24.871 | 34.841 | 48.278 | 58.655 |